# Cabreiros e Passos (São Julião)
Cabreiros e Passos (São Julião) (llamada oficialmente União das Freguesias de Cabreiros e Passos (São Julião)) es una freguesia portuguesa del municipio de Braga, distrito de Braga.

## Historia
Fue creada el 28 de enero de 2013 en aplicación de una resolución de la Asamblea de la República de Portugal promulgada el 16 de enero de 2013 con la unión de las freguesias de Cabreiros y São Julião dos Passos, pasando su sede a estar situada en la antigua freguesia de Cabreiros.

## Demografía
| Gráfica de evolución demográfica de Cabreiros e Passos (São Julião) entre 2011 y 2021 |
|                                                                                       |
| Datos según el nomenclátor publicado por el INE portugués.                            |